# Festival international du film d'environnement de Paris
Pour les articles homonymes, voir FIFE.
Le Festival international du film d'environnement de Paris (FIFE), créé en 1982, est un festival de cinéma qui a pour thème l'environnement.

## Historique
Initialement implanté en Province, le Festival s’est installé en Région Île-de-France en 1992 afin d’élargir son public. L’organisation en fut confiée à l’Agence régionale de l’environnement et des nouvelles énergies (Arene) dont l’une des missions est l’information et la sensibilisation à l’environnement.
Après avoir parrainé cette manifestation, le Conseil régional d'Île-de-France l’a reprise entièrement à sa charge à partir de 2001.
Du fait de son implication très forte et nouvelle dans le cinéma et dans l’environnement, la Région a renforcé le festival en 2003 avec une ambition plus ample et vraiment internationale puis a lié cette manifestation au concept d’éco-région, fil rouge de l’action du conseil régional depuis 2004.
L’objectif du festival est de réunir le cinéma, l’audiovisuel et l’environnement. Sa mission est d’informer et de sensibiliser le grand public à l’éco-citoyenneté dans notre éco-région autour des projections, des rencontres, des événements et des débats.
Au cours de ces dernières années, la programmation s’est voulue plus sélective et s’est tournée plus largement vers l’international, privilégiant les films inédits, documentaires, fictions et courts métrages.
Le festival s’est ouvert, au-delà des seuls thèmes de l’environnement, pour aborder des sujets plus vastes liés au développement durable et solidaire.
La programmation aborde désormais les thématiques suivantes : protection de la nature, lutte contre les nuisances, gestion raisonnée des ressources, qualité de l’air, effet de serre, transports, énergie, qualité de l’agriculture, santé et environnement, environnement urbain, qualité de l’habitat, emploi, solidarité et lutte contre la pauvreté, démocratie participative, gouvernance, tradition et modernité, relations nord-sud, est-ouest, flux migratoires et intégration, évolution de la planète…

## Palmarès
Le festival remet différents prix aux participants, dont un « Grand Prix », un « Prix Spécial du Jury » et un « Prix du Documentaire ».
- 2005
  - Grand prix : Notre pain quotidien
- 2008
  - Grand Prix : Mirages d'un eldorado, réalisé par Martin Frigon, documente la vie des habitants d'un village au Chili qui s'opposent à deux compagnies minières : Xstrata et Barrick Gold[1].
- 2016
  - Grand prix : La Supplication de Pol Cruchten[3]

## 32eéditiondu Festival international du film d'environnement - 2015
À Paris et en banlieue, le Festival international du film d'environnement (FIFE) se déroule du 3 au 10 février 2015 avec 101 films et 20 webdocumentaires qui se feront l'écho d'initiatives individuelles et collectives destinées à lutter et faire avancer notre monde.
Cette année, une partie de la programmation, des débats et des rencontres seront axés sur le Climat, enjeu essentiel de l'année 2015 avec la Conférence mondiale sur le Climat (Cop21). D'autres thématiques sur le réchauffement climatique, les animaux, l'acheminement de l'eau, les initiatives solidaires, la santé et l'environnement et les balades urbaines seront proposées. Un focus sur les États-Unis sera également à l'honneur.
Enfin, le Fife, c’est toujours plus de débats et de rencontres, avec un Atelier Philo, des soirées thématiques, des après-midis Éco-Bambins pour les enfants.
Le Fife a le plaisir d’annoncer deux projections-événements en avant-première mondiale, Freedom, l’envol de l’aigle, film des 10 ans d’Ushuaïa TV, et Black Harvest, une ruée vers l’or du XXIe siècle. Petits et grands se réuniront pour Gus Petit Oiseau, Grand Voyage, film d'animation présenté en projection exceptionnelle.
Côté compétition officielle, 9 prix seront décernés, dotés de 1.000 à 10.000 euros. Le Jury Officiel sera présidé par le cinéaste Martin Provost.

## Les prix du Fife pour la32eédition
Le jury officiel/documentaire long métrage décerne trois prix :
- Le Grand Prix
- Le Prix du documentaire long métrage
- Le Prix spécial du jury

Le Prix du documentaire moyen métrage est décerné par le public après projection des documentaires moyens métrages au Cinéma des Cinéastes.
Le jury étudiant décerne le Prix du documentaire court.
Le jury lycéens & apprentis d’Île-de-France décerne le Prix du court métrage.
Le Prix du webdocumentaire est décerné à la suite du vote des internautes sur la plateforme web du festival, à l’une des œuvres multimédia présentée en compétition officielle.
Le Prix Éco Bambins, organisé en partenariat avec KissKissBankBank, est décerné par les enfants assistant aux projections du programme Éco Bambins au Cinéma des cinéastes.
Le Prix de la Fiction est décerné par le public assistant aux projections des fictions au Cinéma des cinéastes.